# PRO-PING
PRO-PING d.o.o. ili PRO-PING Telekom  je hrvatski srednje veliki operater na tržištu komunikacijskih usluga. Sjedište mu je Pitomači nedaleko Virovitice. Tvrtka je  osnovana 2010. godine.
Operater koristi vlastitu mrežnu infrastrukturu i pruža uslugu preko 10.000 korisnika u pokrivenom području. 

Osnovne djelatnosti tvrtke su:
- usluge savjetovanja i projektiranja mreža,
- nabava, izgradnja i održavanje mreže,
- bežična, optička i bakrena infrastuktura,
- zastupnici MikroTik sustava i opreme,
- WebShop prodaja opreme,
- pružanje usluge interneta, telefona i televizije malim, srednjim i velikim korisnici.

Sve usluge su dostupne za poslovne i privatne korisnike

## Vanjske poveznice
- INFO-BIZ